# مقاطعة درواز
مقاطعة درواز إحدى مقاطعات ولاية بدخشان الأفغانية، بلغ عدد سكانها حوالي 21,000 بعد التقسيم الفرعي في 2005، وهي جزء من منطقة درواز التاريخية، وهي دويلة يحكمها مير [الإنجليزية].